# Дубовской, Фёдор Андреевич
Фёдор Андреевич Дубовской (1 [14] мая 1907, Руднянский район — 22 марта 1977, Москва) — советский военный, государственный и политический деятель, генерал-лейтенант (08.08.1955).

## Биография
Родился в 1907 году. Член ВКП(б) с 1929 года.
В РККА с 1929 года. До 1936 года на партийно-политической работе в пограничных войсках, затем назначается начальником политуправления Закавказского военного округа. Во время войны комиссар 220-й моторизованной дивизии, с сентября 1942 года	начальник политического отдела 24-й армии, с февраля 1943 года и. о. начальника политотдела 69-й армии, с июля 1943 года начальник политотдела 50-го стрелкового корпуса, начальник политотдела 40-й армии. После войны возглавлял политуправление Приморского военного округа и Группы советских войск в Германии. С сентября 1957 года по август 1958 года Член Военного совета Московского военного округа. С 1960 года генерал-лейтенант Дубовский в запасе.
Делегат XIX съезда КПСС.
Умер в Москве в 1977 году. Похоронен на Кунцевском кладбище в Москве.

## Награды
СССР
- два ордена Ленина (03.06.1944[2], 26.10.1955[3]
- два ордена Красного Знамени (31.10.1943[4], 15.11.1950[3])
- орден Богдана Хмельницкого II степени (30.04.1945)[5]
- орден Отечественной войны I степени (29.03.1943)[6]
- два ордена Красной Звезды (19.04.1944[7], 03.11.1944[3])
  - медали в том числе:
  - «За оборону Сталинграда» (1943)
  - «За победу над Германией в Великой Отечественной войне 1941—1945 гг.» (1945)
  - «Ветеран Вооружённых Сил СССР» (1976)

Других государств
- орден Государственного флага (КНДР)